# Dictatus Papae
Els  «Dictatus Papa»  (Principis del papa), són una relació de 27 axiomes que, publicats en el 1075, recollien l'ideari polític-religiós del papa Gregori VII. Alguns historiadors argumenten que van ser escrits (o dictats) pel mateix Gregori VII, altres consideren que van ser redactats posteriorment i que tenen un origen diferent per justificar el poder papal. L'any 1087 el Cardenal Deusdedit va publicar una col·lecció de decrets, dedicats al Papa Víctor III, que representaven la llei del cànon eclesiàstic que havia recollit de diverses fonts, tant legítimes com falses (com el Pseudo-Isidor). Els Dictatus Papae coincideixen tan estretament amb aquesta col·lecció, que hi ha diverses teories que argumenten que es van basar en ella, i que per tant els Dictatus van ser recopilats i redactats posteriorment a l'any 1087.
Els Dictatus Papae comencen amb una capçalera que suggereixen que el papa és l'autor, però no van ser àmpliament divulgats més enllà del cercle immediat de la cúria papal. Cap dels conflictes papals de l'any 1075 i següents semblen estar directament relacionats amb la seva publicació, tot i que la política del papa Gregori VII i els seus seguidors durant aquests conflictes semblen seguir el mateix esperit.
Els principis expressats en els Dictatus Papae resumeixen en gran part els principis de la reforma gregoriana, que havia estat iniciada per Hildebrand de Toscana abans de convertir-se en el Papa Gregori VII. L'axioma amb què s'arrogava el dret de deposar emperadors va dissoldre l'equilibri altmedieval simbolitzat per les "dues espases", el poder espiritual i el poder temporal, els poders complementaris de la potestas (o imperium) i la auctoritas que havia regit a Europa occidental des de l'època dels merovingis, basat en precedents romans.
Segons els Dictatus Papae, la unitat de la societat cristiana queda fonamentada només per la fe. L'ordre laic no té una altra funció d'executar les ordres formulades pel clergat i el seu monarca absolut, el Papa, vicari de Crist. De fet, és el Papa l'únic titular legítim de l'Imperi, que pot delegar el seu poder en els sobirans temporals i reprendre el seu govern. L'Emperador és considerat com un simple cooperant subordinat del Papa.
Aquests nous postulats donaven peu a l'anomenada "hierocràcia" (el Papa és el sobirà absolut). A causa del seu contingut polític, aquests decrets no van ser publicats ni el Sacre Imperi Romanogermànic, ni en els regnes ibèrics ni a Anglaterra.

## Llista de Dictatus Papae
I.   «Quod Romana ecclesia a només Domino sit Fundat» . (Que l'Església Romana ha estat fundada només pel Senyor). 
  II .  «Quod solus Romanus pontifex iure Sindicatura universalis» . (Que només el Pontífex Romà sigui dit legítimament universal). 
  III .  «Quod ille solus possit deponere espiscopus vel reconciliare» . (Que ell només pot deposar o reposar bisbes). 
  IV .  «Quod legatus eius omnibus episcopis presit in concili etiam inferioris Gradus et adversus cos sententiam depositionis possit dare» . (Que el seu llegat és al concili per sobre de tots els bisbes encara que ell sigui de rang inferior, i que pot donar contra ells sentència de deposició). 
  V .  «Quod absents papa possit deponere»  (Que el Papa pot deposar absents). 
  VI .  «Quod cum excommunicatis ab illo inter, etcètera nec in eadem domo debemus manera» . (Que amb els excomunicats pel Papa no podem, entre altres coses, roman en la mateixa casa). 
  VII .  «Quod illi sol licet pro temporis necessitate noves leges condere, noves plebs congregare, de cànon abatiam facere et i contra, divitem episcopatum dividere et Inopos unir» . (Que només el Papa li és lícit, segons necessitat del temps, dictar noves lleis, formar noves comunitats, convertir una fundació en abadia i, recíprocament, dividir un ric bisbat i reunir bisbats pobres). 
  VIII .  «Quod solus possit utilitzar imperialibus insigniis» . (Que ell només pot portar les insígnies imperials). 
  IX .  «Quod Solius papers pedes omnes prínceps deosculentur» . (Que tots els prínceps han de besar els peus només del Papa). 
  X .  «Quod illius Solius nomen in ecclesiis recitetur» . (Que només del Papa es digui el nom en les esglésies). 
  XI .  «Quod hoc unicum est nomen in món» . (Que aquest nom és únic al món). 
  XII .  «Quod illi liceat imperator deponere» . (Que li és lícit deposar els emperadors). 
  XIII.   «Quod illi liceat de seu ad Sedem necessitate Cogent episcopats transmutare» . (Que li és lícit traslladar als bisbes d'una seu a una altra, si l'obliga a això la necessitat). 
  XIV .  «Quod de omni ecclesia quocunque voluerit clericum valeat ordinare» . (Que pot ordenar un clergue de qualsevol església on vulgui). 
  XV .  «Quod ab illo ordinatus alii Eclesia preesse potest, set non militare; et quod ab Alique episcopat non debet superiorem gradum accipere» . (Que un ordenat per ell pot presidir una altra església, però no servir, i que l'ordenat per ell no pot rebre grau superior d'un altre bisbe). 
  XVI .  «Quod nulla synodus absque precepte eius debet generalis provocaria» . (Que cap sínode es digui general si no ha estat per ordre del Papa). 
  XVII .  «Quod nullum capitulum nullusque llibertat canonicus habeatur absque illius auctoritates» . (Que cap capitular ni cap llibre sigui considerat com canònic sense el seu autoritzada permissió). 
  XVIII .  «Quod sententia illius a Ulloa debeat retractari et ipse omnium solus retractare possit» . (Que la seva sentència no sigui rebutjada per ningú i només ell pugui rebutjar la de tots). 
  XIX .  «Quod a nemine ipse iudicare debeat» . (Que no sigui jutjat per ningú). 
  XX .  «Quo nullus audeat condemnare Apostolicam Sedem apellantem» . (Que ningú gosi condemnar a què apel a la seu apostòlica). 
  XXI .  «Quod maiores causi cuiscunque ecclesie ad EAM referri debeant» . (Que les causes majors de qualsevol església, siguin referides a la seu apostòlica). 
  XXII .  «Quod Romana ecclesia nunquam erravit nec imperpetuum scriptura protestant errabit» . (Que l'Església Romana no ha errat i no errarà mai, segons testimoni de les Escriptures). 
  XXIII .  «Quod Romanus pontifex, si canonice fuerit ordinatus, meritis Beati Petri indubitanter efficitur sanctus protestant Sancto Ennodio Papiensi episcopat ii multis Sanctis patribus faventibus, sicut in decretis Beati Symachi papers continetur» . (Que el Pontífex Romà, un cop ordenat canònicament, és santificat indubtablement pels mèrits del benaurat Pere, segons testimoni del sant bisbe Ennodio de Pavia, recolzat pels molts sants Pares segons es conté en els decrets del Beat Papa Símmac I)). 
  XXIV .  «Quod illius precepte et licentia subiectis liceat accusare» . (Que per ordre i permís seu és lícit als subordinats formular acusacions). 
  XXV .  «Quod absque synodali conventu possit Episcopus deponere et reconciliare» . (Que sense intervenció de cap Sínode pot deposar i reposar bisbes). 
  XXVI .  «Quod catholicus non habeatur, qui non concordat Romane ecclesie» . (Que ningú sigui anomenat catòlic si no concorda amb l'Església Romana). 
  XXVII .  «Quod a fidelitat iniquorum subiectos potest absoldrà» . (Que el Papa pot eximir els súbdits de la fidelitat cap a prínceps inics).